# Eunidia boafoi
Eunidia boafoi là một loài bọ cánh cứng trong họ Cerambycidae.